# Шумаки (Росія)
Шумаки (рос. Шумаки) — присілок у Коркінському районі Челябінської області Російської Федерації.
Входить до складу муніципального утворення Первомайське міське поселення. Населення становить 445 осіб (2010).

## Історія
Від 2005 року належить до Коркінського району Челябінської області.
Згідно із законом від 9 липня 2004 року органом місцевого самоврядування є Первомайське міське поселення.

## Населення
| 2002 | 2010 |
| ---- | ---- |
| 510  | ↘445 |